# Ilich Ramírez Sánchez
Ilich Ramírez Sánchez, meglio conosciuto come Comandante Carlos, Carlos lo Sciacallo o semplicemente Carlos (Michelena, 12 ottobre 1949), è un terrorista e mercenario venezuelano, marxista-leninista e filo-islamico, attualmente detenuto nelle carceri francesi, dove sta scontando una condanna all'ergastolo.
Aderente prima al leninismo, poi ad una versione estremista di socialismo islamico, lo pseudonimo "Carlos" è il suo nome di battaglia, mentre la stampa gli ha attribuito il soprannome "Lo Sciacallo". È noto soprattutto per l'assalto condotto al quartier generale dell'OPEC nel 1975, per il quale si guadagnò il titolo di superricercato a livello internazionale per diversi anni. Carlos è responsabile, come esecutore materiale, di cinque omicidi accertati, ma è stato indagato per i suoi coinvolgimenti in molte attività illegali e terroristiche, spesso a fianco di gruppi di estrema sinistra. In totale viene considerato responsabile di 11 morti e 150 feriti. In un'intervista al quotidiano venezuelano El Nacional, ha ammesso di essere stato all'origine di un centinaio di attacchi che hanno provocato la morte di un numero compreso tra le 1.500 e le 2.000 persone, ma ha riconosciuto «appena 200 vittime civili», come «errori minori». Tra essi l'attentato della stazione Saint-Charles di Marsiglia.
Con il suo gruppo Separat (detto anche "gruppo Carlos"), composto in gran parte da terroristi tedeschi, come Thomas Kram (anche se Sanchez ha negato che Kram facesse parte della sua organizzazione) e parte dell'ORI (Organizzazione dei Rivoluzionari Internazionali), Carlos fu anche al servizio del Fronte Popolare per la Liberazione della Palestina (FPLP), e gli sono inoltre attribuiti rapporti con diversi servizi segreti mediorientali e arabi, come quelli della Libia di Muʿammar Gheddafi, oltre che con il KGB.

## Biografia

### L'adesione al leninismo
Ramírez Sánchez nasce a Michelena, Venezuela. Suo padre, un avvocato leninista, gli diede il nome Ilich traendolo dal patronimico di Lenin; i suoi fratelli si chiamano invece Vladimir e Lenin, le altre due componenti del nome completo del rivoluzionario sovietico. Studiò a Caracas e in seguito partecipò al movimento giovanile del Partido Comunista de Venezuela nel 1959. Oltre alla sua lingua, lo spagnolo, ha imparato l'arabo, il russo, il francese e l'inglese. Dopo la partecipazione con suo padre alla Terza Tricontinentale nel gennaio 1966, passò l'estate a Campo Matanzas, una scuola di guerriglia gestita dal governo cubano e tenuta nei pressi dell'Avana. Sempre nel 1966, dopo il divorzio dei genitori, lasciò il Venezuela con la madre e il fratello e si trasferì a Londra per continuare i suoi studi allo Stafford House Tutorial College di Kensington. Nel 1968 suo padre tentò di fare entrare lui e suo fratello Lenin alla Sorbona, ma alla fine scelse la Patrice Lumumba University di Mosca. Ilich venne espulso dall'università nel 1970.
Si trasferì in un campo di addestramento del Fronte Popolare per la Liberazione della Palestina (FPLP) a Amman, Giordania. Lì adottò lo pseudonimo di Carlos, in onore di Carlos Andrés Pérez, il Presidente venezuelano che nazionalizzò l'industria petrolifera e quella mineraria. In seguito dichiarò di aver combattuto con l'FPLP contro l'espulsione decretata dal governo giordano. Quando lasciò il medio oriente ritornò a Londra, dove seguì corsi di economia alla London School of Economics, pur continuando a lavorare per il FPLP.
Carlos fu soprannominato "Sciacallo" dalla stampa quando una copia del romanzo Il giorno dello sciacallo di Frederick Forsyth fu trovata tra i suoi beni personali. Sebbene il libro non fosse suo, il nome gli rimase.

### La guerriglia filo palestinese
Nel 1973 Carlos commise la sua prima azione per il Fronte Popolare per la Liberazione della Palestina (FPLP), un tentativo di assassinio nei confronti dell'affarista ebreo Joseph Sieff in seguito all'omicidio a Parigi di Mohamed Boudia, un direttore di teatro accusato di essere uno degli organizzatori del FPLP, da parte del Mossad. Ramírez Sánchez ha ammesso di essere stato responsabile di una bomba in una banca di Londra e di aver messo delle autobombe presso le sedi di tre giornali francesi accusati di sentimenti filo-israeliani. Carlos ha confessato anche di aver lanciato una granata in un ristorante di Parigi, uccidendo due persone e ferendone trenta.
Ha anche dichiarato di aver in seguito partecipato a due attacchi, falliti, ad aerei di linea nell'aeroporto di Orly, presso Parigi, il 13 e il 17 gennaio 1975.
Il 27 giugno 1975 il contatto libanese di "Carlos", Michel Moukharbal, venne catturato e interrogato: quando tre poliziotti si presentarono alla casa parigina di Ramírez Sánchez durante una festa, sparò a due di loro e fuggì passando per Bruxelles e Beirut. In seguito si scoprì che Moukharbal era un agente doppiogiochista del Mossad.
Da Beirut Carlos partecipò alla pianificazione dell'attacco al quartier generale dell'OPEC a Vienna. Il 21 dicembre 1975 condusse un commando di sei persone nell'edificio e catturò 60 ostaggi. Il 22 dicembre ottenne la disponibilità di un aereo DC-9, e con i suoi uomini e 42 ostaggi volò ad Algeri, dove liberò 30 prigionieri; quindi volò a Tripoli, dove liberò altri ostaggi e lasciò andare gli ultimi solo dopo essere ritornato ad Algeri e aver ricevuto asilo politico. Ramírez Sánchez in seguito si recò in Libia, dove dovette giustificarsi davanti agli ufficiali anziani del FPLP per aver fallito nell'assassinio di due alti membri dell'OPEC, il ministro per il petrolio iraniano e quello saudita, oltre a non aver ottenuto alcun riscatto. In seguito al fallimento, venne espulso dal FPLP.

### Il suo gruppo terrorista
Nel settembre 1976 Ramírez Sánchez venne arrestato in Jugoslavia, dalla quale però riuscì a uscire e a tornare a Baghdad. Da lì si spostò a Aden, dove si stabilì e cominciò a formare un suo gruppo, l'Organizzazione Araba per la Lotta Armata, composta da ribelli siriani, libanesi e tedeschi, e riuscì a costruire una rete di rapporti con la Stasi della Germania Est.
I servizi segreti della Romania lo assoldarono per assassinare alcuni dissidenti nascosti in Francia e distruggere gli uffici di Radio Free Europe a Monaco di Baviera. Con l'aiuto del regime iracheno e il cambiamento ai vertici del FPLP, Carlos ritornò al servizio dei palestinesi.
Fino al 1982 il gruppo rimase inattivo, finché tentò un attacco a una centrale nucleare. In seguito all'azione fallita, Magdalena Kopp, moglie di Carlos, e un altro membro furono arrestati a Parigi: il gruppo per vendetta piazzò una serie di bombe contro bersagli francesi.
Nel 1983 attaccò la "Maison de France" di Berlino ad agosto e mise due bombe su un TGV a dicembre: nell'attentato doppio alla stazione di Marsiglia e al treno TGV in arrivo persero la vita 5 persone e altre 50 rimasero ferite.
Questi attacchi fecero perdere a Ramírez Sánchez il supporto delle nazioni compiacenti. Fu espulso dall'Ungheria nel 1985 e venne disconosciuto dall'Iraq, dalla Libia e da Cuba, riuscendo a trovare accoglienza (seppur poco amichevole) in Siria, a Damasco, dove si stabilì con la moglie e la figlia Elba Rosa.
Il governo siriano costrinse Ramírez Sánchez a rimanere inattivo. Nel 1990 il governo iracheno di Saddam Hussein lo contattò, causando l'espulsione dalla Siria nel settembre 1991. Dopo aver alloggiato in Giordania si spostò in Sudan, a Khartum.
Secondo quanto affermato da Carlos stesso, il terrorista venezuelano ha la cittadinanza onoraria palestinese, concessagli da Yasser Arafat.

### Arresto e processo
I servizi segreti francesi e americani collaborarono con quelli sudanesi per la cattura del terrorista, offrendo a questi numerosi vantaggi in cambio della sua cattura.
Il governo sudanese, disturbato dagli atteggiamenti libertini di Carlos, lo consegnò agli agenti francesi nel 1994: questi lo portarono a Parigi, dove fu accusato dell'omicidio di due poliziotti e di Moukharbal (ucciso nel 1975). Venne incarcerato in attesa del processo, che cominciò il 2 dicembre 1997 e finì il 23: venne riconosciuto colpevole e condannato all'ergastolo.
Carlos è noto anche per aver avuto durante la detenzione una corrispondenza privata con il presidente venezuelano Hugo Chávez Frías, che in un'intervista affermò egli non fosse un terrorista bensì un combattente rivoluzionario.
Durante la sua carriera, svolta principalmente durante la guerra fredda, venne accusato in occidente di essere un agente del KGB. Oggi è chiaro che non ebbe parte nel Massacro di Monaco (l'attacco agli atleti israeliani a Monaco nel 1972) o nel dirottamento del 1976 al volo Air France 193 a Entebbe. Altri attentati di matrice sconosciuta furono attribuiti a lui, ma anche le sue deposizioni relative a operazioni inesistenti e non confermate rendono difficile sapere la verità sulla sua storia di terrorista.
Nel giugno 2003, Ramírez Sánchez pubblicò una collezione di scritti dal carcere, col titolo di Islam Rivoluzionario, dove cercò di spiegare e difendere le sue attività come parte di un conflitto di classe. Nel libro dichiara la sua ammirazione per Osama bin Laden e per i suoi attacchi agli Stati Uniti, e la sua ammirazione per l'opposizione di Saddam Hussein alle operazioni americane: il dittatore è definito "l'ultimo cavaliere arabo".
Ramírez Sánchez si è sposato, con rito islamico, nel 2001, con la sua legale, Isabelle Coutant-Peyre (1953-2024).

### Dichiarazioni alla stampa italiana
Carlos, nel giugno 2008, rilasciò alcune dichiarazioni all'agenzia di stampa ANSA riguardanti direttamente la storia e la politica italiana.
Egli sostenne che, nonostante il divieto del governo, i servizi segreti italiani trattarono il rilascio di Aldo Moro con esponenti delle Brigate Rosse, in cambio della scarcerazione di alcuni brigatisti. La trattativa fallì nella notte precedente al giorno dell'omicidio del leader politico democristiano.
Il 2 agosto 2010, Carlos rilasciò un'intervista al quotidiano online AgoraVox riguardo alla strage della stazione di Bologna del 2 agosto 1980: scagionando i neofascisti, egli dichiarò la responsabilità statunitense. Secondo la ricostruzione, "yankee, sionisti e strutture della Gladio" fecero brillare un ordigno al fine di distruggere un carico di armi trasportato da palestinesi o da esponenti dell'FPLP; lo scopo era quello di far ricadere su questi ultimi la responsabilità dell'attentato. Nel 2012 si dichiarò disposto a collaborare con la magistratura italiana al fine di fare luce sulla strage di Bologna.
Il 26 gennaio 2012, sua moglie Isabelle Coutant-Peyre rilasciò una intervista esclusiva per Agoravox Italia, nella quale vennero discusse con il cronista le motivazioni che alimentarono i processi a carico del marito.

## Riferimenti nella cultura di massa
- Nel libro Chi spiava i terroristi, l'autore, il giornalista Antonio Selvatici, pubblica alcune foto inedite di Carlos scattate dagli uomini della Stasi nell'aprile 1979. Inoltre l'autore ipotizza che un complice di Carlos sotto falsa identità abbia soggiornato per alcuni anni a Bettola un piccolo paese in provincia di Piacenza.
- Carlos lo sciacallo è un personaggio importante nella "trilogia di Bourne" di Robert Ludlum. Nei tre romanzi, Carlos è descritto come il più pericoloso assassino del mondo, un uomo con contatti internazionali che gli consentono di colpire con efficienza e anonimamente in ogni parte del globo. Il personaggio dei libri ha in comune lo stesso vero nome (Ilyich Ramírez Sánchez) e vengono forniti, frammisti tra realtà e finzione, dettagli sull'addestramento ricevuto, tra cui il dato romanzato di essere stato addestrato dallo spionaggio russo a Novgorod. Nella trilogia risiede in Francia sotto la copertura di prete, protetto da una fitta rete di contatti. Nel libro The Bourne Identity (ISBN 0-553-26011-1) viene rivelato poco del personaggio, ma figura principalmente perché il protagonista, Jason Bourne, è un agente dello spionaggio americano specializzato in operazioni coperte, la cui missione è di usurpare a Carlos il titolo di più letale killer del mondo, così da costringerlo a uscire dalla clandestinità e arrivare alla uccisione o cattura (nel versione cinematografica del libro con Matt Damon il personaggio di Carlos è completamente eliminato). Nel secondo libro The Bourne Supremacy (ISBN 0-553-26322-6), Carlos non è un personaggio significativo ed è sottinteso che sia in clandestinità (la trama della versione cinematografica di The Bourne Supremacy è completamente diversa da quella del libro del quale ha praticamente solo il titolo in comune). Comunque, nel libro The Bourne Ultimatum (ISBN 0-553-28773-7), finale della trilogia, Carlos e Bourne si confrontano di nuovo; in Italia, il titolo è Il ritorno dello Sciacallo; stranamente esso è usato come sottotitolo per l'adattamento cinematografico, nonostante anche qui il personaggio non compaia poiché tutta la trilogia è stata attualizzata e Carlos non compare mai.
- Frederick Forsyth nel suo racconto del 1971 Il giorno dello sciacallo, rappresenta un terrorista internazionale soprannominato "lo Sciacallo" assoldato per uccidere Charles de Gaulle. Molti credono che il personaggio del libro sia basato sul terrorista, ma non è possibile poiché il libro fu pubblicato prima che Carlos divenisse famoso. Pare però che Carlos possedesse una copia del libro.
- Nel 1973 Fred Zinnemann diresse un film intitolato Il giorno dello sciacallo basato sul libro di Forsyth. L'attore Edward Fox interpretò il ruolo di un assassino nella fedele conversione del testo. Un remake intitolato The Jackal è stato girato negli anni '90, con Bruce Willis, Richard Gere, e Sidney Poitier; la trama è stata modificata rispetto all'originale.
- Nel romanzo L'onnipotente di Irving Wallace (ISBN 88-2000391-0), Carlos viene rapito da una banda di mercenari al soldo di un editore che per ottenere clamorose esclusive per il suo quotidiano faceva compiere in proprio attacchi terroristici addossandone la responsabilità al gruppo di Carlos.
- Nel film True Lies, il personaggio di Arnold Schwarzenegger spaventa Bill Paxton accusandolo di essere il pericoloso terrorista "Carlos".
- Nel libro di Tom Clancy Rainbow Six (ISBN 0-425-17034-9), un gruppo di terroristi tenta di liberare Carlos dalla prigione inscenando un attacco terroristico ad un parco di divertimenti spagnolo.
- In un altro film, The Assignment (L'incarico nella versione italiana), con Aidan Quinn, Donald Sutherland e Ben Kingsley la trama è ispirata alla storia di Carlos.
- Il personaggio Lacrobat in Whoops Apocalypse è una parodia di Carlos: il suo soprannome è The Devil.
- Nel febbraio 2009, il regista francese Olivier Assayas inizia le riprese della miniserie televisiva, sulla vita di Ilich Ramírez Sánchez intitolata Carlos. La produzione viene presentata al Festival di Cannes nella Selezione Ufficiale (fuori competizione). In Italia la miniserie Carlos viene trasmessa dal canale satellitare FX (Canale 131 di Sky) a partire dal 21 aprile 2011.
- Nel film I falchi della notte, il personaggio del terrorista psicopatico Wulfgar, interpretato esemplarmente da Rutger Hauer, è palesemente ispirato a Carlos; scampoli di biografie coincidono, ed in una delle prime scene egli uccide il suo contatto con l'IRA che gli ha attirato la polizia in casa a Londra, come accaduto a Ramírez Sánchez nel 1975 con il suo contatto libanese Michel Moukharbal.